# Dị ứng
Dị ứng là một rối loạn quá mẫn của hệ miễn dịch. Phản ứng dị ứng xảy ra để chống lại các chất vô hại trong môi trường được gọi là chất gây dị ứng, các phản ứng này xảy ra nhanh chóng và có thể dự đoán được.
Thực tế, dị ứng là một trong bốn hình thức của chứng quá mẫn cảm, được gọi là quá mẫn loại I (xảy ra tức thì). Nó kích hoạt quá mức các tế bào bạch cầu lympho B và một loại kháng thể được gọi là IgE, dẫn đến một phản ứng viêm nặng thông thường bao gồm chàm, phát ban, sốt, lên cơn hen suyễn, ngộ độc thức ăn,dị ứng xi măng và phản ứng với nọc độc của côn trùng chích như ong, muỗi, kiến...
Dị ứng nhẹ rất phổ biến, gây ra các triệu chứng như viêm kết mạc dị ứng, ngứa và chảy nước mũi. Ở một số người, dị ứng nặng với các chất gây dị ứng trong môi trường và thức ăn hoặc một số loại thuốc y dược có thể gây phản ứng phản vệ (sốc phản vệ) đe dọa đến tính mạng.
Để chẩn đoán chứng dị ứng, người ta phải thực hiện các thử nghiệm trên da để xem mức độ phản ứng với các chất gây dị ứng hoặc phân tích máu kiểm sự hiện diện và nồng độ của kháng thể IgE. Điều trị dị ứng bao gồm tránh tiếp xúc với các tác nhân gây dị ứng, sử dụng các thuốc chống dị ứng, steroid (thuốc kháng viêm) hoặc các loại thuốc khác.

## Triệu chứng
| Cơ quan bị ảnh hưởng | Triệu chứng |
| -------------------- | --- |
| Mũi                  | sưng niêm mạc mũi (Viêm mũi dị ứng) |
| Xoang                | Viêm xoang dị ứng |
| Mắt                  | Đỏ và ngứa mắt (viêm kết mạc dị ứng) |
| Hệ hô hấp            | Hắt hơi, ho, co thắt phế quản, thở khò khè và khó thở, đôi khi lên cơn hen suyễn, trong trường hợp nặng đường thở bị co thắt lại do phù nề thanh quản |
| Tai                  | Ù tai, có thể đau, hoặc điếc do mất dẫn lưu ống Eustachian.                                                                                           |
| Da                   | Phát ban, như nổi chàm và mề đay |
| Hệ tiêu hóa          | đau bụng, đầy hơi, nôn mửa, tiêu chảy |

Nhiều chất gây dị ứng là các hạt trong không khí như bụi hoặc phấn hoa. Trong những trường hợp này, các triệu chứng phát sinh tại các khu vực tiếp xúc với không khí, chẳng hạn như mũi, mắt và phổi. Ví dụ, viêm mũi dị ứng, nguyên nhân gây kích ứng mũi, hắt hơi, ngứa và đỏ mắt . Hít chất gây dị ứng cũng có thể dẫn đến các triệu chứng hen, do thu hẹp đường hô hấp (co thắt phế quản), phổi bị tiết dịch nhầy, khó thở, ho và thở khò khè.
Ngoài những chất gây dị ứng trong không khí, nguyên nhân gây phản ứng dị ứng có thể do một số loại thực phẩm, do côn trùng đốt, hay phản ứng với các thuốc như aspirin và thuốc kháng sinh như penicillin. Các triệu chứng của dị ứng thực phẩm (ngộ độc thực phẩm) bao gồm đau bụng, đầy hơi, nôn mửa, tiêu chảy, da phát ban, ngứa và sưng. Dị ứng thực phẩm hiếm khi gây ra hô hấp (hen) phản ứng, hay viêm mũi.
Bị côn trùng chích, hay dị ứng thuốc kháng sinh và một số loại thuốc nhất định có thể gây ra một phản ứng dị ứng rất nguy hiểm còn gọi là sốc phản vệ, nhiều cơ quan trong cơ thể có thể bị ảnh hưởng, bao gồm hệ tiêu hóa, hệ thống hô hấp, và hệ tuần hoàn. Tùy thuộc vào mức độ nghiêm trọng, sốc phản vệ có thể gây ra các phản ứng ngoài da, co thắt phế quản, phù nề, hạ huyết áp hôn mê và tử vong.

## Nguyên nhân
Nguyên nhân chủ yếu bao gồm di truyền, giới tính, chủng tộc, và độ tuổi, trong đó yếu tố di truyền được xem là nguyên nhân chủ yếu gây nên dị ứng. Tuy nhiên, thời gian gần đây tỷ lệ mắc các rối loạn dị ứng mà không thể được giải thích bằng yếu tố di truyền đang có chiều hướng gia tăng là do bốn thay đổi chính trong môi trường sống hiện nay: tiếp xúc với các bệnh truyền nhiễm trong thời thơ ấu, ô nhiễm môi trường, các loại chất gây dị ứng, và chế độ ăn uống thay đổi.

### Dị ứng thực phẩm
Một trong những bệnh dị ứng thực phẩm phổ biến nhất là nhạy cảm với đậu phộng (lạc). Dị ứng đậu phộng có thể rất nghiêm trọng, đặc biệt đối với trẻ em ở tuổi đi học. Các loại hạt, bao gồm hồ đào, quả hồ trăn, hạt thông, quả óc chó là các chất gây dị ứng thông thường. Những người mắc bệnh có thể nhạy cảm với một, hoặc nhiều loại hạt cây.
Sữa bò, dê, cừu cũng là một thực phẩm phổ biến gây dị ứng, và nhiều người bị còn mẫn cảm với các sản phẩm sữa như pho mát. Nguyên nhân là do cơ thể không dung nạp lactose.
Các loại thực phẩm khác có chứa các protein gây dị ứng bao gồm đậu nành, lúa mì, cá (ngừ..), hải sản (cua, ghẹ, tôm, sò, ốc...), trái cây (bơ, sầu riêng...), rau, gia vị (bột ngọt, tiêu), màu tổng hợp và tự nhiên, hóa chất phụ gia và gà.

### Dị ứng với các tác nhân không phải là thực phẩm
Nhựa cao su (latex) có thể gây ra phản ứng da, hô hấp, và hệ thống trung gian IgE. Tỷ lệ dị ứng cao su trong dân số được cho là ít hơn một phần trăm. Trong một nghiên cứu, một trong 800 bệnh nhân phẫu thuật (0,125%) báo cáo có nhạy cảm với cao su, mặc dù mức độ nhạy cảm của các nhân viên y tế đối với cao su cao hơn, từ 7-10%.
Phản ứng phổ biến nhất với latex là viêm da tiếp xúc dị ứng, các phản ứng xuất hiện như da bị khô và tổn thương vùng tiếp xúc. Phản ứng này thường kéo dài 48-96 giờ. Ra mồ hôi hoặc cọ xát ở khu vực đeo găng tay làm các tổn thương trầm trọng thêm, có thể dẫn đến loét phản ứng.
Bệnh nhân bị dị ứng với cao su cũng có thể có nhạy cảm với quả bơ, kiwi, và hạt dẻ, những bệnh nhân này thường bị ngứa và nổi mề đay cục bộ. Chỉ thỉnh thoảng có những dị ứng thức ăn gây ra các phản ứng hệ thống.

### Cơ sở di truyền
Có khoảng 70% các cặp song sinh cùng trứng bị các bệnh dị ứng chung, 40% các cặp song sinh khác trứng có cùng một loại dị ứng. Cha mẹ mắc các bệnh dị ứng, thì con cái của họ nguy cơ bị dị ứng cao hơn so với các trẻ khác. Một số dị ứng, tuy nhiên lại không cùng kiểu gen; ví dụ cha mẹ bị dị ứng với đậu phộng thì con có thể bị dị ứng với cỏ phấn hương. Có nghĩa là khả năng phát triển bệnh dị ứng được kế thừa và liên quan đến một bất thường trong hệ thống miễn dịch, nhưng các chất gây dị ứng cụ thể thì không có tính kế thừa.
Nguy cơ dị ứng nhạy cảm và phát triển các bệnh dị ứng khác nhau với từng độ tuổi, một số nghiên cứu chỉ ra rằng mức độ IgE cao nhất trong thời thơ ấu và giảm nhanh chóng trong độ tuổi từ 10 đến 30. Yếu tố chủng tộc cũng liên quan, người ta cho rằng di truyền là nguyên nhân gây bệnh hen suyễn ở những người châu Á, Tây Ban Nha, và những người gốc Phi châu.

### Giả thuyết về vấn đề vệ sinh
Các bệnh dị ứng là do phản ứng miễn dịch không thích hợp với kháng nguyên vô hại của một phản ứng miễn dịch qua trung gian TH2. Các vi khuẩn và virus trước hết sẽ gây ra một đáp ứng miễn dịch không qua trung gian TH1 sau đó mới chuyển sang phản ứng TH2. Vì cơ thể chúng ta tiến hóa để đối phó với một mức độ nhất định các tác nhân gây bệnh, cho nên khi một cá nhân sống trong môi trường vô trùng không tiếp xúc với các cấp độ gây bệnh, hệ thống miễn dịch sẽ tấn công các kháng nguyên vô hại và vì thế các đối tượng lành tính như phấn hoa cũng gây kích hoạt một phản ứng miễn dịch TH2.
Các giả thuyết về vấn đề vệ sinh hình thành để giải thích các kết quả khi quan sát về dị ứng phấn hoa và bệnh chàm, người ta thấy rằng các trẻ em ở gia đình một con dễ mắc các bệnh dị ứng này nhiều hơn trẻ em ở các gia đình đông con. Các giả thuyết này đã được rộng rãi điều tra dịch tễ học và đã trở thành một khung lý thuyết quan trọng cho việc nghiên cứu các rối loạn dị ứng. Nó được sử dụng để giải thích sự gia tăng các bệnh dị ứng đã được nhìn thấy kể từ khi công nghiệp hóa, và tỷ lệ mắc các bệnh dị ứng cao ở các nước phát triển.

### Các yếu tố môi trường
Các nước công nghiệp tỷ lệ người mắc bệnh cao hơn so với các nước có truyền thống nông nghiệp, ở các thành phố, đô thị có tỷ lệ người bị dị ứng cao hơn so với nông thôn.
Tiếp xúc với các độc tố làm các tế bào bạch cầu trong máu giảm sản xuất các cytokine kháng viêm như TNF-α, IFNγ, interleukin-10, và interleukin-12.
Nghiên cứu gần đây đã chỉ ra rằng một số ký sinh trùng, chẳng hạn như giun đường ruột (ví dụ như giun móc), có thể tiết ra chất hóa học vào thành ruột sau đó thẩm thấu vào mạch máu để đàn áp hệ miễn dịch và ngăn chặn cơ thể tấn công chúng. Điều này đưa đến một giả thuyết rằng lý thuyết đồng sự tiến hóa của con người và ký sinh trùng đã dẫn đến một hệ thống miễn dịch cân bằng. Nếu không có các ký sinh trùng này, hệ thống miễn dịch trở nên không cân bằng và quá nhạy cảm. Tuy nhiên, các nghiên cứu để hỗ trợ lý thuyết này là trái ngược nhau, với một số nghiên cứu thực nghiệm tại Trung Quốc và Ethiopia cho thấy sự gia tăng dị ứng ở những người bị nhiễm giun đường ruột.

### Phản ứng cấp tính

Quá trình gây dị ứng.1 - Kháng nguyên; 2 - Kháng thể IgE; 3 - Thụ thể FcεRI; 4 - Các thể trung gian (histamine, protease, chemokine, heparine); 5 - Các thể hạt; 6 - Tế bào mast; 7 - Các thể trung gian mới thành lập (prostaglandins, leukotrienes, thromboxanes, PAF)

Trong giai đoạn đầu của dị ứng, một phản ứng quá mẫn type1 chống lại chất gây dị ứng mà nó gặp lần đầu, gây ra một phản ứng trong một loại tế bào miễn dịch gọi là lympho bào TH2. Những lympho bào TH2 này tương tác với các lympho bào khác gọi là tế bào B có vai trò sản xuất kháng thể. Tương tác này kích thích các tế bào B bắt đầu sản xuất một số lượng lớn một loại kháng thể được gọi là IgE. IgE tiết ra lưu thông trong máu và gắn vào một thụ thể IgE đặc hiệu (một loại thụ thể gọi là FcεRI Fc) trên bề mặt của các loại tế bào miễn dịch gọi là tế bào mast và basophils, cả hai đều tham gia vào các phản ứng viêm cấp tính.
Nếu sau đó cơ thể xảy ra tiếp xúc với các chất gây dị ứng tương tự, các chất gây dị ứng có thể liên kết với các phân tử IgE được tổ chức trên bề mặt của các tế bào mast hoặc basophils. Liên kết chéo của các thụ thể IgE và Fc xảy ra khi nhiều hơn một thụ thể IgE phức tạp tương tác với các phân tử gây dị ứng, và kích hoạt các tế bào mast và basophils. Kích hoạt này trải qua một quá trình gọi là degranulation, lúc đó từ thể hạt của các tế bào này phóng thích ra histamine và các chất hóa học gây viêm trung gian khác (cytokin, interleukins, leukotrienes và prostaglandin) vào các mô xung quanh gây ra một số hiệu ứng có hệ thống, chẳng hạn như giãn mạch, bài tiết chất nhầy, kích thích thần kinh và sự co cơ trơn. Điều này dẫn đến sổ mũi, ngứa, khó thở, và sốc phản vệ. Tùy thuộc vào các chất gây dị ứng, cá nhân, và phương thức giới thiệu, các triệu chứng có thể tác động trên toàn hệ thống (sốc phản vệ kinh điển), hoặc cục bộ hoá, bệnh suyễn là cục bộ hoá hệ thống hô hấp và bệnh chàm là cục bộ hóa thể hạ bì.

### Phản ứng giai đoạn cuối
Sau khi các phản ứng hóa học cấp tính trung gian giảm dần, phản ứng giai đoạn cuối thường có thể xảy ra. Điều này là do sự di cư của bạch cầu như bạch cầu trung tính, lympho, bạch cầu ái toan và các đại thực bào trở lại vị trí ban đầu. Phản ứng thường thấy 2-24 giờ sau khi các phản ứng ban đầu xuất hiện.

## Chẩn đoán

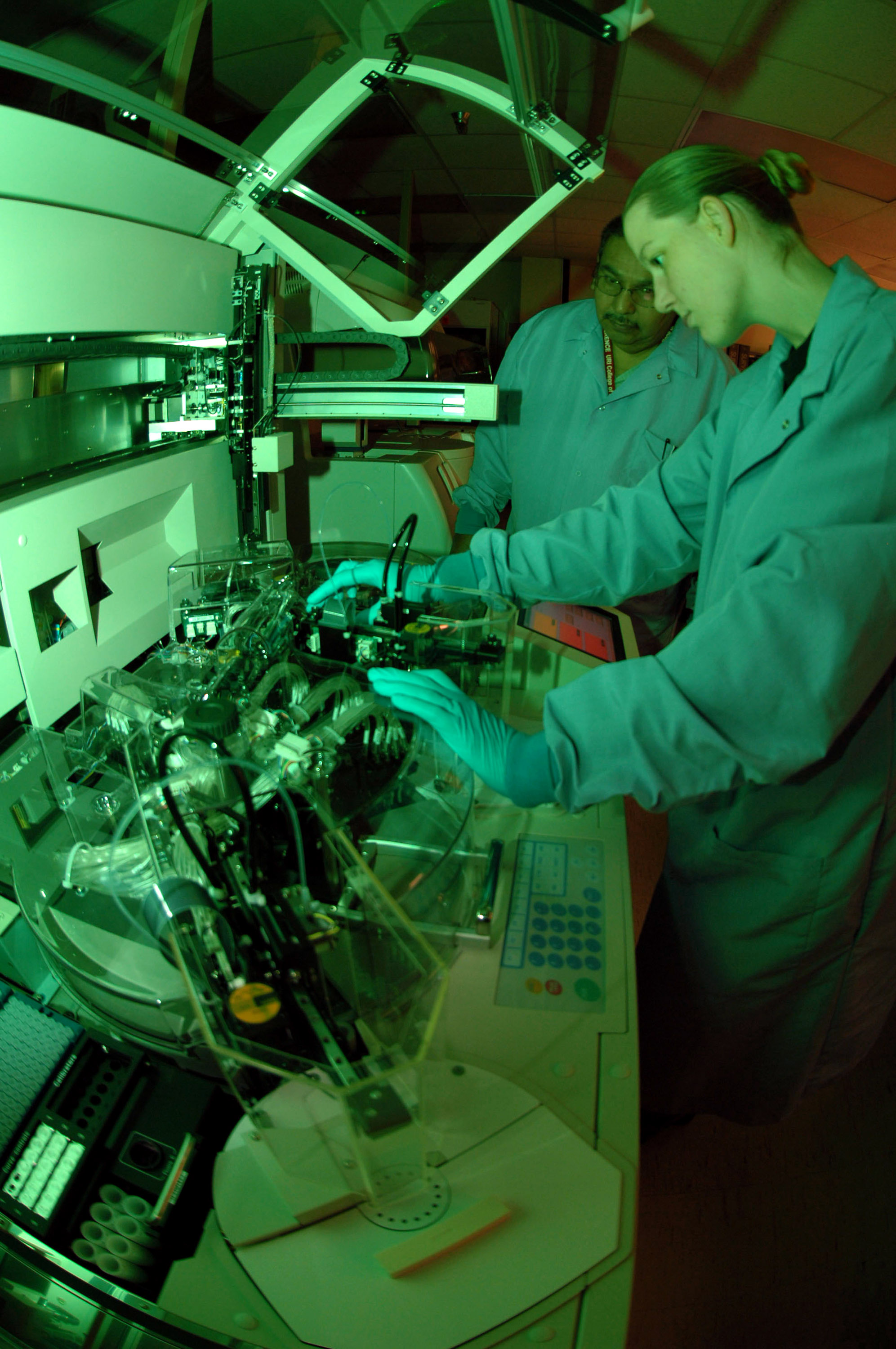
Một máy thử nghiệm dị ứng đang được vận hành trong phòng thí nghiệm miễn dịch học

Trước khi chẩn đoán chắc chắn bệnh nhân bị dị ứng, cần lưu ý các dấu hiệu phản ứng xuất hiện cũng có thể do các nguyên nhân khác. Khi chẩn đoán các bệnh hen suyễn, viêm mũi, sốc phản vệ, hoặc các dị ứng khác, người ta sẽ có một số phương pháp để phát hiện các tác nhân gây bệnh dị ứng đó.

### Kiểm tra phản ứng trên da (Skin testing)

Kiểm tra phản ứng trên da cánh tay

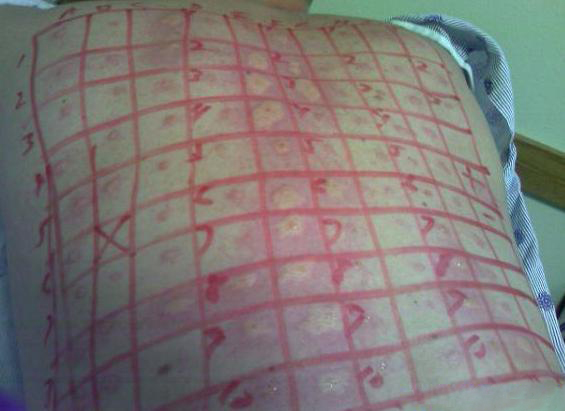
Kiểm tra phản ứng trên da lưng

Để đánh giá sự hiện diện của chất gây dị ứng tức là kháng thể IgE đặc hiệu, thử nghiệm dị ứng da là ưu tiên hơn các xét nghiệm dị ứng trong máu bởi vì nó nhạy và cụ thể hơn, thao tác đơn giản, và ít tốn kém.. Một lượng nhỏ các chất gây dị ứng bị nghi ngờ hoặc các chất chiết xuất (từ phấn hoa, cỏ, protein mite, đậu phộng,...) được tiêm bằng ống chích hoặc dùng 1 miếng kim loại hay nhựa đâm nhẹ vào các ô nhỏ trên da, các ô này đã được đánh dấu bằng bút mực màu (loại mực dùng cho bút nên được lựa chọn cẩn thận, vì nó cũng có thể gây ra một phản ứng dị ứng riêng). Nếu bệnh nhân bị dị ứng với chất nào trong những chất thử thì phản ứng viêm có thể nhìn thấy (da ửng đỏ) sẽ xuất hiện trong vòng 30 phút đến một giờ sau.

### Xét nghiệm máu
Các phương pháp thử máu cũng phát hiện dị ứng với các chất cụ thể. Loại phương pháp thử nghiệm mức độ của IgE có trong huyết thanh của bệnh nhân. Điều này có thể được xác định thông qua việc sử dụng phương pháp phóng xạ miễn dịch và phép đo màu. Xét nghiệm phóng xạ bao gồm các thử nghiệm như phương pháp thử (Rast), trong đó sử dụng kết nối IgE (anti-IgE) các kháng thể có gắn nhãn bằng các đồng vị phóng xạ để xác định số lượng các cấp độ của kháng thể IgE trong máu. Các phương pháp khác sử dụng công nghệ mới so sánh màu sắc tại nơi có đồng vị phóng xạ.

## Điều trị
Trong thời gian gần đây, đã có những cải tiến rất lớn trong các thực hành y tế dùng để điều trị chứng dị ứng. 
Điều trị và phòng bệnh dị ứng chỉ đơn giản là tránh hoặc giảm tiếp xúc với các chất gây dị ứng. Tuy nhiên, nếu bệnh nhân bị dị ứng với phấn hoa hoặc các chất truyền dẫn trong không khí thì việc tránh tiếp xúc này rất khó thực hiện.

### Liệu pháp dùng thuốc
Một số thuốc đối kháng được sử dụng để ngăn chặn dị ứng, hoặc tránh kích hoạt các tế bào và các quá trình gây dị ứng. Chúng bao gồm thuốc kháng histamine, glucocorticoids, epinephrine (adrenaline), theophylline và natri cromolyn.

### Liệu pháp miễn dịch
Bệnh nhân được tiêm các chất gây dị ứng với liều tăng dần. Điều này có thể làm giảm mức độ nghiêm trọng hoặc loại bỏ hoàn toàn quá mẫn. Liệu pháp này làm lệch tiến độ sản xuất kháng thể IgG, để ngăn chặn sản xuất quá mức IgE trong atopys. Các nghiên cứu đã chứng minh hiệu quả lâu dài và hiệu quả phòng ngừa của liệu pháp miễn dịch trong việc làm giảm sự phát triển của dị ứng mới.
Một hình thức thứ hai của miễn dịch liên quan đến việc tiêm tĩnh mạch các kháng thể kháng IgE (Anti-IgE) dòng đơn. Các kháng thể này sẽ gắn kết với các kháng thể IgE tự do hoặc IgE đã liên kết với tế bào B. Tuy nhiên, kháng thể Anti-IgE sẽ không gắn kết với các IgE đã liên kết với thụ thể Fc trên basophils và các tế bào mast, vì điều này sẽ kích thích các phản ứng dị ứng.
Một dạng thứ ba là miễn dịch dưới lưỡi, là một liệu pháp đường miệng,lợi dụng sự miễn dịch yếu đối với các kháng nguyên không gây bệnh như các loại thực phẩm và vi khuẩn thường trú. Liệu pháp này hiện đang chiếm 40% các trị liệu dị ứng ở châu Âu.

## Dịch tễ học
Ở thế giới phương Tây, rất nhiều bệnh liên quan đến viêm như bệnh tiểu đường loại 1, viêm thấp khớp, sốt, hay dị ứng và hen suyễn đã tăng trong vòng 2-3 thập kỷ qua. Bệnh hen suyễn dị ứng và các rối loạn dị ứng khác tăng nhanh trong các quốc gia công nghiệp vào những năm 1960 và 1970, và gia tăng nhiều hơn nữa trong những năm 1980 và 1990, trong khi đó tỷ lệ dị ứng ở các nước đang phát triển nói chung vẫn còn thấp hơn nhiều.
| Loại dị ứng           | Hoa Kỳ | Vương quốc Anh |
| --------------------- | --- | --- |
| Viêm mũi dị ứng       | 35.9 Triệu người (chiếm khoảng 11% dân số) | 3.3 triệu (chiếm khoảng 5.5% dân số) |
| Hen suyễn             | 10 triệu người bị hen suyễn dị ứng (chiếm khoảng 3% dân số), tăng lên đến 75% vào những năm 1980-1994. Người Mỹ gốc Phi bị hen suyễn nhiều hơn 39% so với người Mỹ gốc châu Âu.                                                                               | 5.7 triệu người (khoảng 9.4% dân số). Trẻ em độ tuổi 6-7 mắc hen suyễn tăng từ 18,4% đến 20,9%, và tỷ lệ giảm từ 31% đến 24,7% ở lứa tuổi 13-14. |
| Viêm da dị ứng        | Khoảng 9% dân số. Giữa năm 1960 và 1990 tỷ lệ tăng từ 3% đến 10% ở trẻ em. | 5.8 triệu người(1% dân số). |
| Sốc phản vệ           | Ít nhất 40 người chết/năm do nọc độc của côn trùng. Khoảng 400 tử vong do sốc thuốc penicillin. Khoảng 220 trường hợp sốc phản vệ và 3 ca tử vong mỗi năm là do dị ứng với nhựa cao su (latex). Ước tính khoảng 150 người chết hàng năm do ngô độc thực phẩm. | Từ năm 1999 đến 2006, có 48 ca tử vong. |
| Nọc độc của côn trùng | Khoảng 15% người trưởng thành bị dị ứng nhẹ cục bộ. | Không có số liệu |
| Dị ứng thuốc          | Sốc thuốc Penicillin gây ra 400 ca tử vong mỗi năm | Không có số liệu |
| Dị ứng thực phẩm      | Khoảng 6% trẻ em Mỹ dưới 3 tuổi và 3.5-4% dân số Mỹ bị dị ứng thực phẩm. Đậu phộng và các loại hạt cây khác (như hạt cây óc chó) gây dị ứng cho khoảng 3 triệu người (1.1% dân số).                                                                           | 5-7% trẻ sơ sinh và 1-2% người lớn bị dị ứng thức ăn. Dị ứng với đậu phộng tăng 117,3% từ năm 2001 đến 2005.                                     |

Mặc dù yếu tố di truyền về cơ bản là nguyên nhân chính gây bệnh dị ứng, tuy nhiên số người bị dị ứng gia tăng nhanh trong thời gian quá ngắn không thể nào là do sự thay đổi cơ sở di truyền, chỉ có thể giải thích lý do chính đó là do sự thay đổi môi trường và lối sống. Một số giả thuyết giải thích về tỷ lệ gia tăng này là do tăng khả năng tiếp xúc lâu năm với các chất gây dị ứng do thay đổi nhà ở, tăng thời gian ở trong nhà, và những thay đổi trong vệ sinh cùng với những thay đổi chế độ ăn uống, béo phì và lười tập thể dục đã dẫn đến việc suy giảm kích hoạt cơ chế kiểm soát hệ thống miễn dịch.
Các giả thuyết vệ sinh cho rằng mức sống cao và điều kiện vệ sinh quá tốt cho thấy nhiều trẻ em khi mới sinh sẽ giảm nguy cơ nhiễm trùng do vi khuẩn và virus, cho nên khi trưởng thành sẽ dẫn đến rối loạn các phản ứng miễn dịch: bỏ qua phản ứng TH1 mà đi thẳng đến phản ứng TH2 một cách tự do và làm tăng dị ứng.
Bằng chứng gần đây đã tập trung sự chú ý về tầm quan trọng của môi trường vi sinh đường ruột, cho thấy việc tiếp xúc với thực phẩm và các tác nhân gây bệnh ở đường tiêu hóa, chẳng hạn như Viêm gan A, Toxoplasma gondii, và Helicobacter pylori (các bệnh này có xu hướng phổ biến ở các nước đang phát triển), có thể làm giảm nguy cơ dị ứng hơn 60%, ngoài ra người ta còn nhận thấy một mối quan hệ giữa việc tăng nhiễm các ký sinh trùng và sự giảm mắc bệnh hen suyễn.